# Turnback Canyon
Der Turnback Canyon ist eine Schlucht im Mittellauf des Alsek Rivers in der kanadischen Provinz British Columbia. Die weglose Klamm ist rund 12 Kilometer lang und bietet für Kanuten schwerstes, meist unbefahrbares Wildwasser. Durch den Canyon fließen pro Sekunde 300 m² eiskaltes Wasser, versetzt mit Eisblöcken des Tweedsmuir-Gletschers, der kurz oberhalb in den Fluss kalbt.

## Geschichte
Der Alsek River wird vom Tweedsmuir-Gletscher an den Steilhang des Mount Blackadar gedrängt, wo er im Laufe der Zeit eine Schlucht aus dem Fels gespült hat. Bereits den Tlingit, den hier ansässigen First Nations, galt er als Barriere bei der Besiedlung des Gebietes Richtung Norden. Die Prospektoren und Goldsucher, die Ende des 19. Jahrhunderts Richtung Klondike zogen, nutzten in der pfadlosen Wildnis meist Flussläufe als Verkehrswege. Am Turnback Canyon scheiterten sie jedoch und gaben ihm seinen heutigen Namen, übersetzt „Schlucht der Umkehr“. Ihn zu überwinden ist sogar den Königslachsen unmöglich, wodurch der Alsek, als einziger Fluss in der Gegend, an seinem Oberlauf keine Lachse beheimatet.

## Wildwasser
Am 25. August 1971 entdeckte Walt Blackadar den Turnback Canyon für den Paddelsport und setzte sich mit dessen Erstbefahrung selbst ein Denkmal. Da ihm seine Paddelfreunde entgegnet hatten, „sie seien nicht lebensmüde“, befuhr Blackadar den Fluss eben solo, und erregte damit in ganz Nordamerika großes Aufsehen. Nachdem er mitten im Canyon mit einem, in einer Walze hängengebliebenen, Eisblock
zusammengestoßen war, sein Kajak leck, und er selbst nur knapp mit dem Leben davongekommen war, schrieb er in sein Logbuch:
„Eine ungeheuer schreckliche Strecke, die schlimmsten brodelnden Stromschnellen, die sich ein Paddler nur vorstellen kann, bei neun Meter Breite zweitausend Kubikmeter Wasser in der Sekunde und zwanzig Grad Gefälle, ein Höllenritt. Unglaublich! Ich bin nicht gekentert, sonst könnte ich diese Worte nicht mehr schreiben … Ich würde das nie wiederholen, nicht für 50.000 Dollar, nicht für allen Tee Chinas. Höre auf meine Worte und sei kein Narr. Er ist unbefahrbar!“
Der Originaltext lautet:
„One huge horrendous mile of hair (the worst foamy rapids a kayaker can imagine), 30 feet wide, 50,000 cubic feet per second and a twenty degree downgrade going like hell. Incredible! I didn't flip in that mile or I wouldn't be writing … I'll never go back, not for $50,000, not for all tea in China. Heed my words well and don't be a ass! It’s unpaddleable!“
Bereits der nächste Befahrungsversuch durch eine französische Gruppe forderte ein Todesopfer und die Überlebenden der Kenterung mussten von einem Hubschrauber geborgen werden.

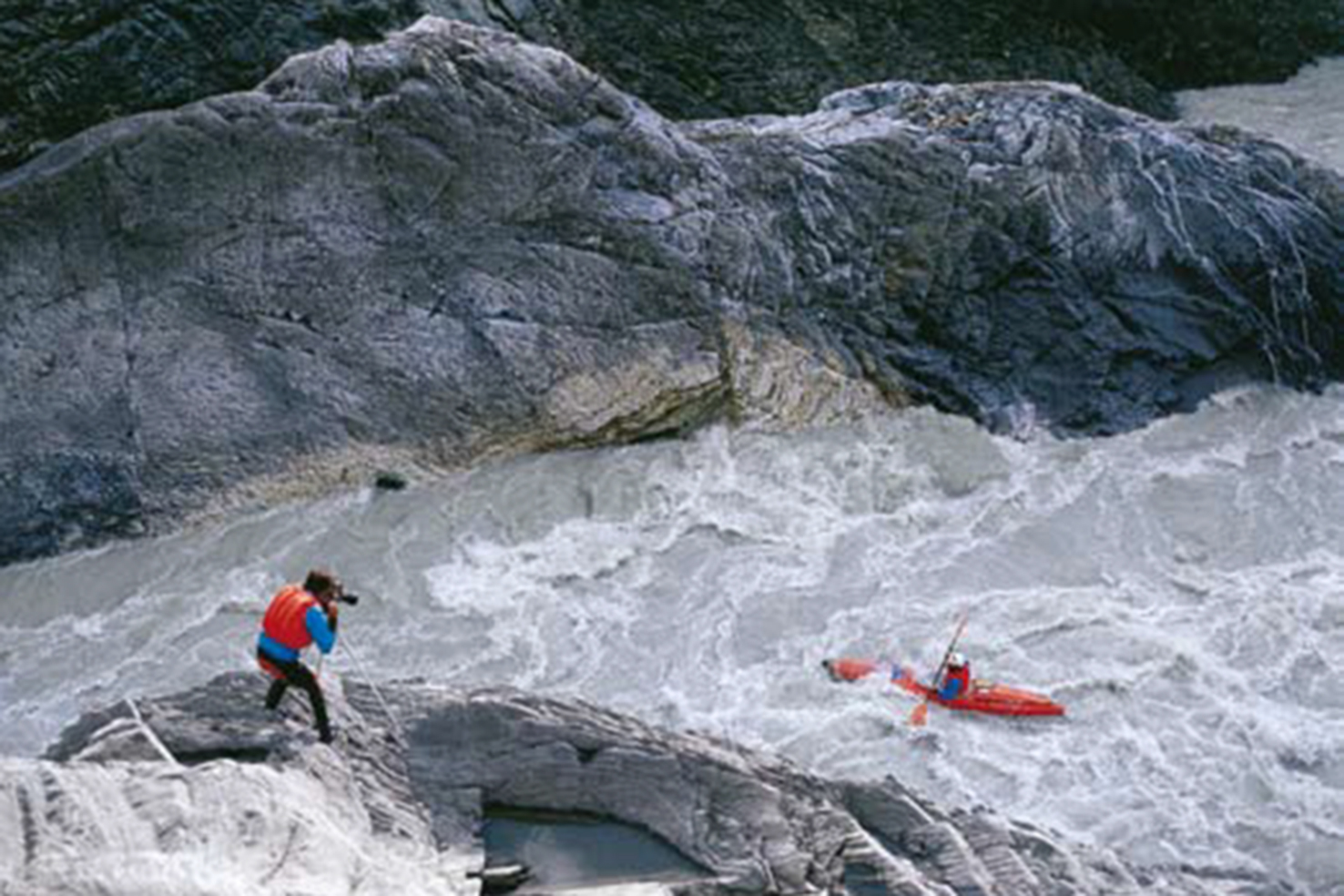
Hans Memminger filmt Mike Hierl im Turnback Canyon, Alsek River

Die zweite Befahrung glückte 1981 dem bayerischen „Wildwasserpapst“ Hans Memminger gemeinsam mit Mike Hierl und Claus Streckmann. Dabei entstand der Film River of Grizzlys and Glaciers.
Die dritte und zugleich erste Befahrung mit einem Raft schafften die Österreicher Uschi Breithofer sowie Michael und Wolfgang Ott im Jahre 1983. Sie dokumentierten ihre Fahrt in dem preisgekrönten Film Weißes Wasser, blaues Eis.

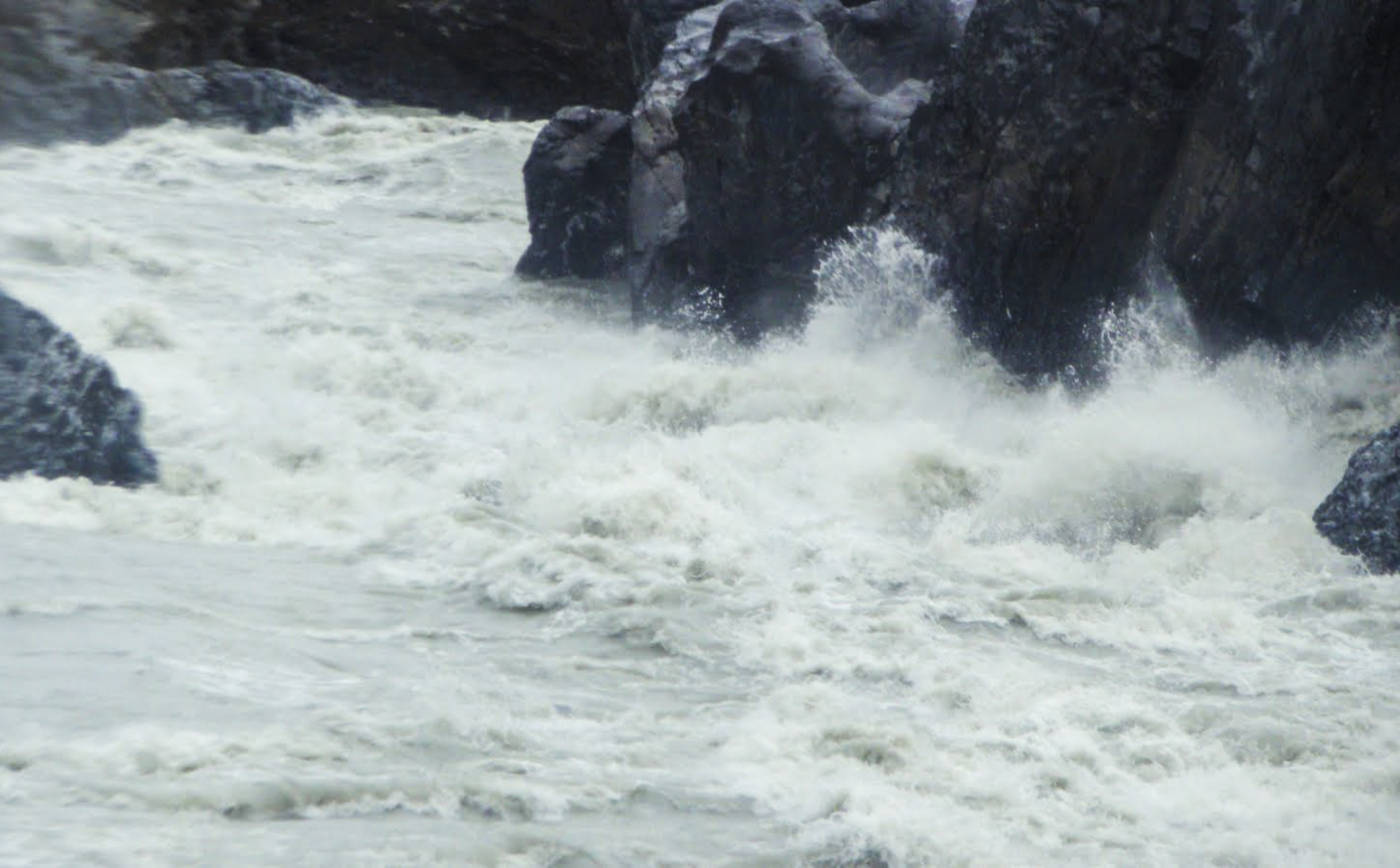
Turnback Canyon – „Wildwasser“

Die wildwassertechnischen Schwierigkeiten des Turnback Canyon liegen in der enormen Wasserwucht, gepaart mit Gefälle und Geschwindigkeit. Die erste Hälfte ist ein gewundener Kanal, ohne Kehrwasser, dafür mit meterhoch pulsierenden Presswasserpilzen. Ein Ausschlingen und etappenweises Besichtigen der Strecke ist fast nie möglich. Die gefährlichste Stelle ist in der Mitte der Schlucht: eine Engstelle von knapp zehn Metern Breite mit einer mehrere Meter hohen Gefällstufe. Der dahinterstehenden Walze ist nicht auszuweichen, und deren Rücksog richtig einzuschätzen, ist überlebensnotwendig. Die Österreicher gestanden später in einem Fernsehinterview: „An dieser Stelle heil durchzukommen, war wahrscheinlich mehr Glück als Können.“ Danach wird der Canyon breiter, Staubecken wechseln mit Engstellen, die Schwierigkeiten nehmen schrittweise ab.
Die Befahrung bleibt absoluten Spezialisten, auch nur bei optimalen Verhältnissen, vorbehalten. Eine vorherige Besichtigung mit genauem Studium des Verlaufs ist unabdingbare Voraussetzung. Die Nationalpark-Ranger raten von einer Befahrung des Turnback Canyon generell ab.
Wird der Alsek River mit Kajak oder Raft befahren, ist der Turnback Canyon, rechtsseitig, über Moränen und den Tweedsmuir-Gletscher – mühsam – zu umtragen. Oder man übersetzt mit einem Hubschrauber, was vor dem Antritt der Tour, in Haines Junction arrangiert werden muss.